# Камара, Хассан
Хассан Камара (фр. Hassane Kamara; род. 5 марта 1994, Сен-Дени) — ивуарийский футболист, защитник клуба «Удинезе» и сборной Кот-д’Ивуара.

## Клубная карьера
Камара — воспитанник клуба «Шатору». 4 апреля 2014 года в матче против «Клермона» он дебютировал в Лиге 2. 2 мая в поединке против «Лаваль» Хассан забил свой первый гол за «Шатору». В 2015 году Камара перешёл в «Реймс». В матче против «Бастии» он дебютировал в Лиге 1. 11 августа 2017 года в поединке против «Тура» Хассан забил свой первый гол за «Реймс». В 2017 году игрок на правах аренды выступал за «Кретей».
Летом 2020 года Камара перешёл в «Ниццу». 23 августа в матче против «Ланса» он дебютировал за новую команду. 3 декабря в поединке Лиги Европы против немецкого «Байер 04» Хассан забил свой первый гол за «Ниццу». 
В начале 2022 года Камара перешёл в английский «Уотфорд». Сумма трансфера составила 4 млн. евро. 5 февраля в матче против «Бернли» он дебютировал в английской Премьер-лиге. 23 апреля в поединке против «Манчестер Сити» Хассан забил свой первый гол за «Уотфорд». Летом 2022 года Камара подписал контракт с итальянским «Удинезе», но ещё на полгода на правах аренды остался в Англии и выступал в Чемпионшипе. По окончании аренды игрок вернулся в Италию. 20 августа 2023 года в матче против «Ювентуса» он дебютировал в итальянской Серии A. 2 марта 2024 года в поединке против «Салернитаны» Хассан забил свой первый гол за «Удинезе». 

## Международная карьера
5 июня 2021 года в товарищеском матче против сборной Буркина-Фасо Камара дебютировал за сборную Кот-д’Ивуара.